# Фёдоровский сельсовет (Новосибирская область)
Фёдоровский сельсовет — сельское поселение в Северном районе Новосибирской области Российской Федерации.
Административный центр — село Фёдоровка.

## История
Статус и границы сельского поселения установлены Законом Новосибирской области от 2 июня 2004 года № 200-ОЗ «О статусе и границах муниципальных образований Новосибирской области»

## Население
| 2002 | 2010 | 2012 | 2013 | 2014 | 2015 | 2016 |
| ---- | ---- | ---- | ---- | ---- | ---- | ---- |
| 336  | ↘239 | ↘236 | ↘225 | ↘221 | ↘214 | ↘209 |
| 2017 | 2018 | 2019 | 2020 | 2021 |      |      |
| ↘203 | ↘198 | →198 | ↘178 | ↘158 |      |      |

## Состав сельского поселения
| № | Населённый пункт | Тип населённого пункта       | Население |
| - | ---------------- | ---------------------------- | --------- |
| 1 | Сургуты          | деревня                      | ↗9        |
| 2 | Фёдоровка        | село, административный центр | ↘230      |